# 刘秉文
刘秉文（1930年—2011年），男，四川梓潼人，中国生物化学家，曾任华西医科大学教授、博士生导师。